# Sonnet 130
Sonnet 130 o My mistress' eyes are nothing like the sun è il centotrentesimo dei Sonnets di William Shakespeare.
My mistress' eyes are nothing like the sun;
Coral is far more red, than her lips red:
If snow be white, why then her breasts are dun;
If hairs be wires, black wires grow on her head.
 
 I have seen roses damask'd, red and white,
But no such roses see I in her cheeks;
And in some perfumes is there more delight
Than in the breath that from my mistress reeks.

I love to hear her speak, yet well I know
That music hath a far more pleasing sound:
I grant I never saw a goddess go,—
My mistress, when she walks, treads on the ground:
And yet by heaven, I think my love as rare,
As any she belied with false compare.

## Analisi del testo
Il sonetto 130 si divide in due parti principali: le tre quartine, dove l'io descrive le qualità negative della propria donna, e il distico, dove,  col meccanismo dell'aprosdóketon (inaspettato), afferma di amarla proprio per la sua rarità e differenze e dei nuclei tematici più precisi: 
- prima quartina: spende i suoi pentametri giambici nel raffronto con la donna idealizzata della poesia petrarchista, con cui è messa in confronto la propria dark lady, polemicamente e ironicamente (se bianca è la neve, be', scuri sono i suoi seni[1]). Nel secondo Cinquecento, il modello italiano basato sull'imitazione dei sonetti del Petrarca dilagava nella letteratura inglese: Shakespeare vi si oppone, condannando gli eccessi di fairness delle donne troppo idealizzate e prive d'imperfezioni.
- seconda quartina: l'io porta la propria personale esperienza, spiegando, senza soluzione di continuità, come la sua dark lady sia meno bella degli standard poetici contemporanei.
- terza quartina: pur proseguendo nell'affermazione della bruttezza della propria donna rispetto ai canoni (ma ben so io che la Musica ha un suono più gradito[2]), l'io fa un piccolo riconoscimento dell'amore che comunque prova, preludendo così al riscatto nel distico conclusivo, dove arriverà a dire I think my love as rare, as any she belied with false compare, ossia che il suo amore è raro almeno quanto quello delle donne mentite da false comparazioni, cioè l'amore delle inarrivabili donne petrarchesche.